# Yael Arad
Pour les articles homonymes, voir Arad.
Yael Arad, née le 1er mai 1967 à Tel Aviv, est une ancienne judokate israélienne évoluant dans la catégorie des moins de 61 kg (poids mi-moyens).
Elle est notamment vice-championne olympique en 1992.

## Palmarès
| Année | Compétition           | Lieu      | Résultat | Catégorie      |
| ----- | --------------------- | --------- | -------- | -------------- |
| 1989  | Championnats d'Europe | Helsinki  | 3e       | Moins de 61 kg |
| 1991  | Championnats d'Europe | Prague    | 3e       | Moins de 61 kg |
| 1991  | Championnats du monde | Barcelone | 3e       | Moins de 61 kg |
| 1992  | Jeux olympiques       | Barcelone | 2e       | Moins de 61 kg |
| 1993  | Championnats d'Europe | Athènes   | 1re      | Moins de 61 kg |
| 1993  | Championnats du monde | Hamilton  | 2e       | Moins de 61 kg |